# Albert Schatz (Sammler)
Albert Schatz, vollständig Albert Karl/Carl Robert Schatz (* 19. Mai 1839 in Rostock; † 18. Oktober 1910 ebenda) war ein deutscher Musikalienhändler. Seine große Libretti-Sammlung kam 1908 an die Library of Congress.

## Leben
Albert Schatz war Sohn eines Sattlers. Er machte eine kaufmännische Ausbildung in Rostock. Danach war er als Kaufmann in Hamburg und sieben Jahre in San Francisco tätig.

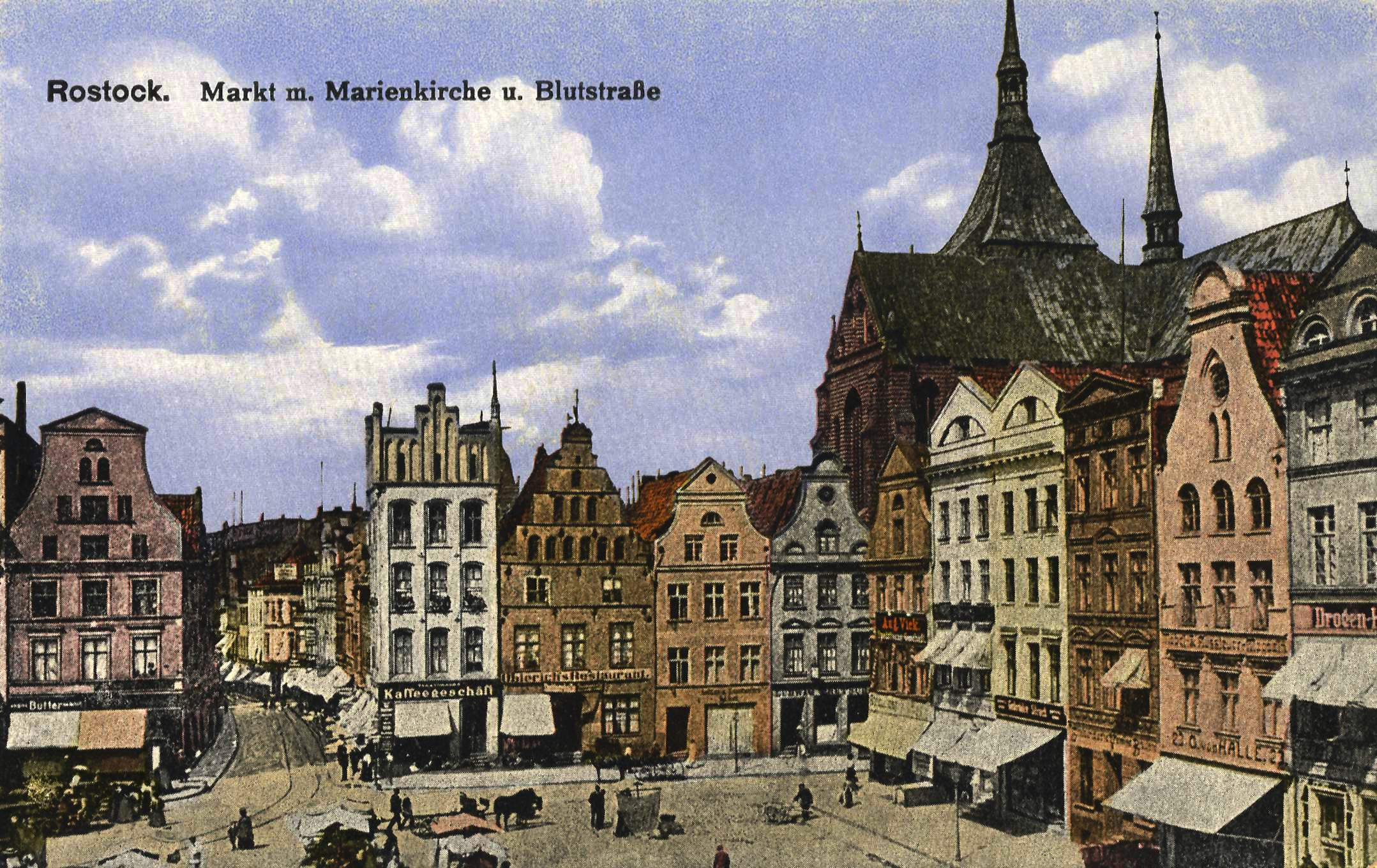
Neuer Markt um 1900; Nr. 18 ist das graue Haus ganz rechts an der Westseite

1873 kehrte er nach Rostock zurück und übernahm zum 1. Oktober 1874 das Geschäft seines Schwagers Ludwig Trutschel (1826–1904), die 1857 gegründete Hof-Musikalienhandlung Ludwig Trutschel, Neuer Markt 18. Er hatte zahlreiche Ehrenämter im städtischen Musikleben inne. Ab 1886 war er Kassenführer des Rostocker Konzertvereins. 1905 gab er das Geschäft an Albert Jülich ab.
Er starb ledig.

## Sammlung
Schatz hatte den Plan, eine Geschichte der Oper zu schreiben. Dafür trug er eine Sammlung an Textbüchern, meist Libretti von Ur- und Erstaufführungen zusammen. In über 42 Jahren entstand so die umfangreichste Privatsammlung der Welt von 12.253 Textbüchern. Davon stammen 500 aus dem 17. Jahrhundert und über 4000 aus dem 18. Jahrhundert.
1908 bot Schatz seinem Freund Oscar Sonneck, dem Leiter der Musikabteilung der Library of Congress, die Sammlung an. Sonneck erreichte den Ankauf durch die Bibliothek. Auf der Grundlage der Sammlung konnte Sonneck 1914 die erste umfassende Bibliographie Catalogue of opera librettos before 1800 veröffentlichen.
Seit 2017 ist die Sammlung digitalisiert zugänglich.

## Werke
- Zur Vorgeschichte des Stadttheaters in Rostock. In: Beiträge zur Geschichte der Stadt Rostock. 1898